# Forskningsresande
Forskningsresande är en variant av upptäcktsresande som reser till exotiska platser primärt i vetenskapligt syfte, inte så mycket för den geografiska klarläggningens skull. Vanligtvis för att undersöka flora, fauna eller geologi.
Exempel på forskningsresande är Carl von Linnés alla resande lärjungar. Även Carl Gustaf Mannerheim gjorde i sin ungdom forskningsresor till Sibirien och Mongoliet för etnologiska undersökningar.